# Layos (kommunhuvudort)
Layos är en kommunhuvudort i Spanien. Den ligger i provinsen Toledo och regionen Kastilien-La Mancha, i den centrala delen av landet, 80 km söder om huvudstaden Madrid. Layos ligger 652 meter över havet och antalet invånare är 365.
Terrängen runt Layos är varierad.Runt Layos är det mycket glesbefolkat, med 5 invånare per kvadratkilometer. Närmaste större samhälle är Toledo, 9,7 km norr om Layos. Omgivningarna runt Layos är i huvudsak ett öppet busklandskap.